# Tànais
|  | Per a altres significats, vegeu «riu Tanais». |

Tànais (grec antic: Τάναϊς, llatí: Tănăis) fou una ciutat al delta del riu Tànais, a l'anomenada llacuna Meòtida, la mar d'Azov. L'emplaçament de l'antiga Tànais es troba a uns 30 quilòmetres a l'oest de la moderna Rostov del Don. El lloc central de la ciutat es troba en un altiplà inclinat, amb una diferència fins als 20 1.958 m en l'elevació en la part sud. El territori està confinat per una vall natural a l'est, i una rasa artificial a l'oest.

## Història

El riu de Tànais i la colònia grega del mateix nom, juntament amb altres colònies gregues al llarg de la costa del nord del Mar Negre. (c. 450 aC)

El lloc de Tànais va ser ocupat molt abans de l'establiment de la colònia milèsia, vinculada a l'antiga Panticapèon. A la necròpolis s'hi troben moltes tombes que són una demostració que el lloc havia estat ocupat ja des de l'edat del bronze i dels enterraments continuats a través del temps fins als grecs antics.
Els comerciants grecs semblen haver estat nòmades en el segle vii aC sense un establiment formal i permanent. Les colònies de l'antiga Grècia tenia dues classes d'orígens, el del apoikiai dels ciutadans de la ciutat estat mare, i els emporion que formaven els comerciants, i eren simples estacions. La ciutat com a tal fou fundada al segle iii aC pels aventurers mercantils de Milet; Tànais es desenvolupà ràpidament tot i trobar-se a la part del nord-est més llunyana de l'esfera cultural hel·lènica. Era un lloc idoni per comerciar en primer lloc amb les poblacions de les estepes que arribaven fins a les muntanyes Altai, tot el que s'anomenava Escítia; en segon lloc per al comerç del mar Negre, anellat amb els ports i els dipòsits grecs; i en tercer per al comerç del nord, de les pells i dels esclaus.
La ciutat estava governada per arconts, i situada a la vora del territori dels reis del Bòsfor. Un canvi important en èmfasi social es representa en el jaciment arqueològic, quan la porta o propileus que enllaçava la secció portuària a l'àgora va ser llevada, i el centre obert de la vida pública va ser ocupat en les èpoques romanes per un habitatge palacial per als reis del Bòsfor. Els reis clients dels romans vivien ara a Tànais: Sauromates II (173-210) i el seu fill Rescúporis II (220-227), que consten dues inscripcions públiques.
El 330 Tànais va ser devastada pels gots, però el lloc va ser ocupat contínuament fins a la segona meitat del segle v. El canal es va cobrir d'arena cada vegada a un nivell més alt, probablement com a resultat de la tala d'arbres, i el centre de la vida activa va canviar de lloc, potser a la petita ciutat d'Azov, a mig camí a Rostov.